# Proceroplatus pictus
Proceroplatus pictus är en tvåvingeart som först beskrevs av Speiser 1908.  Proceroplatus pictus ingår i släktet Proceroplatus och familjen platthornsmyggor.
Artens utbredningsområde är Tanzania. Inga underarter finns listade i Catalogue of Life.